# Hallstatt
Hallstatt je gradić na jugozapadnoj obali Hallstattskog jezera u austrijskom kraju Salzkammergutu u Gornjoj Austriji, na državnoj cesti Salzburg-Graz. Najpoznatiji je po najstarijem rudniku soli (po kojoj je oblast Salzkammergut dobila ime) po kojemu je nazvana halštatska kultura, a često i cijelo razdoblje starijeg željeznog doba (800. g. pr. Kr. - 450. g. pr. Kr.). Hallstatt, zajedno s planinom Dachstein, čini kulturni krajolik Salzkammergut koji je 1997. godine upisan na UNESCO-ov popis mjesta svjetske baštine u Europi.

## Povijest
Usprkos svojoj zabačenosti i nepostojanju puta, Hallstatt je jedno od najstarijih ljudskih naselja u Europi zbog nalazišta soli. Sol se vadila još oko 5500. g. pr. Kr., što je dokazano kamenom sjekirom u obliku cipele kojom se kopalo. U Hallsttatu je od 8. stoljeća pr. Kr. do oko 450. g. pr. Kr. pokopano oko 4000 pokojnika, a rudarsko je naselje imalo stalnu populaciju od oko 200 stanovnika. Sol je oduvijek bila vrijedna potrepštinom, te je ovaj kraj zbog rudnika soli bio oduvijek bogat. Najbolji dokaz tomu je željezni mač pronađen u grobu br. 573 koji je imao ručku izrezbarenu od afričke slonovače ukrašenu jantarom s Baltika. Danas se može posjetiti ovaj najstariji rudnik soli na svijetu čiji ulaz se nalazi ispod samog sela Hallstatta.
Nema podataka o povijesti sela tijekom rimske vladavine i srednjeg vijeka. God. 1311. Hallstatt je postao trgovištem, što je dokaz da je zadržao gospodarsku važnost tijekom tog razdoblja. Sol se u obliku slanice (voda prezasićena solju), od 1595. godine, transportirala cjevovodom do Ebenseea, gdje se izdvajala sol za trgovinu, što je najstariji novovjekovni cjevovod na svijetu, izgrađen od 13 000 debala. Prostora za pokapanje već tada nije bilo te su se kosti starije od 10 godina smještale u kosturnicu. U mjesnoj kapeli nalaze se mnoge lubanje ukrašene zlatom i označene imenom, zanimanjem i datumom smrti pokojnika.
Koncem 17. stoljeća knez-nadbiskup Salzburga je duhu protureformacije započeo protjerivati brojne luterane iz Hallstatta. Mnogi su u 18. stoljeću deportirani sve do Transilvanije. Tek je "Patentom tolerancije" Josip II. 1781. godine dopustio naseljavanje protestanata na to područje. Neogotička evangelička crkva podignuta je preko puta katoličke župne crkve Uznesenja Kristova (iz 1505.) tek 1863. godine.
Do konca 19. stoljeća do Hallstatta se moglo doći samo čamcima ili uskom stazom. Prva cesta sagrađena je tek 1890. godine, i to uz rub jezera dizanjem u zrak mnogih stijena. God. 1864. Johann Georg Ramsauer pronašao je veliko prapovijesno groblje u blizini drevnog rudnika. Do 1863. godine otkopao je više od 1000 grobova, pri čemu se držao znanstvenoga opreznog pristupa. Kako je to bilo vrijeme prije široke uporabe fotografije, mjerio je i risao svaki nalaz, pa čak i slikao akvarele u koloru kako bi ih što vjernije prikazao. Njegov je rad uvelike unaprijedio način arheoloških iskapanja i arheologiju općenito. Kako je na ovom lokalitetu pronašao najstariju kovačnicu, ali i bogati nakit koji je govorio o trgovačkoj i gospodarskoj moći stanovnika, cijelo razdoblje željeznog doba (od oko 800. do 400. g. pr. Kr.) u ovom dijelu Europe nazvano je halštatskom kulturom.

## Znamenitosti
- Župna crkva Uznesenja Marijinog sagrađena je 1505. godine u kasnogotičkom stilu, ali je sačuvala toranj starije crkve iz 1320-ih. U njoj se nalazi veliki marijanski gotički drveni oltar (Gmundner Leonhard Astl).
- Podzemno groblje Karner ima malenu kosturnicu iz 16. stoljeća s oko 1500 lubanja na velikoj hrpi.
- Hallstatt Museum je podružnica Prirodoslovnog muzeja u Beču i ima drugu najveću kolekciju umjetnina halštatske kulture u svijetu.
- Rudnik soli Hallstatt najstariji je rudnik soli na svijetu koji je danas muzej s putem i žičarom za obilazak posjetitelja. Rudnik se može obići pješke za desetak minuta.

- Hallstatt 1890. godine pogled sa sjevera
- Hallstatt 1900. godine
- Panorama sela s Rudolfovog tornja (1283.)
- Glavni trg Brunnen
- Kosturnica u kapeli župne Crkve Uznesenja
- Čamci-labudi na Hallstattskom jezeru